# کریگ دیویس (بازیکن فوتبال)
کریگ دیویس (انگلیسی: Craig Davies؛ زادهٔ ۹ ژانویهٔ ۱۹۸۶) یک بازیکن فوتبال اهل ولز است.